# Monkey Me
Monkey Me — девятый студийный альбом французской певицы Милен Фармер, записанный в начале 2012 года и выпущенный 3 декабря того же года. Альбом содержит 12 композиций. В отличие от предыдущего студийного альбома Милен Фармер Bleu noir, Monkey Me вновь написан в соавторстве с композитором Лораном Бутонна. Осенью 2013 года состоялся тур в поддержку альбома.

## Коммерческий успех
Альбом стартовал во французском чарте альбомов под номером 1 с 147 530 продажами в первую неделю и занял 9 место в общемировом чарте. Во вторую неделю альбом опустился на третью строчку с 65 971 проданных дисков, выступив тем самым с более скромными результатами, чем предыдущий альбом певицы Bleu Noir. Это связывают с невысокой популярностью пилотного сингла «À l'ombre». Таким образом на 18 декабря Monkey Me распродан во Франции в количестве 213 483 экземпляров. Также альбом стартовал в российском iTunes, сразу попав в десятку самых загружаемых цифровых продаж. Альбом получил платиновую сертификацию в Бельгии на третьей неделе продаж, с тиражом более 40 000 копий. По итогам первого месяца продаж альбом получил бриллиантовую сертификацию. На середину мая альбом достиг объёма продаж более 425 000 экземпляров, чему способствовал выход альбома на Blu-Ray, являющийся частью промокампании Universal Music Group. В октябре 2013 года альбом перешёл порог в 500 000 экземпляров, благодаря туру в поддержку альбома.

## Список композиций
| №   | Название                | Длительность |
| --- | ----------------------- | ------------ |
| 1.  | «Elle a dit»            | 3:52         |
| 2.  | «À l’ombre»             | 4:50         |
| 3.  | «Monkey Me»             | 4:13         |
| 4.  | «Tu ne le dis pas»      | 4:22         |
| 5.  | «Love dance»            | 4:06         |
| 6.  | «Quand»                 | 4:07         |
| 7.  | «J’ai essayé de vivre…» | 4:40         |
| 8.  | «Ici-bas»               | 4:33         |
| 9.  | «A-t-on jamais»         | 3:47         |
| 10. | «Nuit d’hiver»          | 5:24         |
| 11. | «À force de...»         | 4:08         |
| 12. | «Je te dis tout»        | 5:30         |

## Синглы
Премьера первого сингла под названием «À l’ombre» на радио состоялась 22 октября 2012 года.
23 ноября стала доступной для прослушивания композиция «Quand», а 28 ноября в Сеть был слит весь альбом. 28 января 2013 года состоялась премьера второго сингла, которым стала песня Je te dis tout.
19 июля на странице лейбла Polydor Records в Facebook пользователям было предложено создать обложку для третьего сингла с альбома, которым стала песня «Monkey Me». Радио-релиз сингла состоялся 30 августа 2013, сингл вышел 7 октября того же года.

## Издания
1. Цифровая загрузка
2. CD стандартная версия
3. CD в упаковке слипкейс (выпущен 4 марта 2013 года)
4. CD диджипак, включающий в себя Blu-Ray версию альбома (лимитированное издание (50 000 экземпляров))
5. 33 Tours двойной винил (лимитированное издание (2000 экземпляров))
6. Коллекционное издание (7000 экземпляров)
7. Blu-Ray версия «HIGH FIDELITY Pure Audio» (выпущен 13 мая 2013 года)
8. Пикчер-винил (ноябрь 2013 (также будут переизданы все студийные альбомы певицы))

## Чарты
| Чарт (2012)        | Высшая позиция |
| ------------------ | -------------- |
| Бельгия (Валлония) | 1              |
| Бельгия (Фландрия) | 29             |
| Россия             | 10             |
| Франция            | 1              |
| Швейцария          | 1              |

## Положение в чартах синглов
| Год  | Название         | Дата релиза                                          | Продажи | Сертификация | Сертификация | Высшая позиция | Высшая позиция | Высшая позиция |
| ---- | ---------------- | ---------------------------------------------------- | ------- | ------------ | ------------ | -------------- | -------------- | -------------- |
| Год  | Название         | Дата релиза                                          | Продажи | Франция      | (WA)         | Франция        | (WA)           | Швейцария      |
| 2012 | «À l’ombre»      | 22 октября 2012 (digital) 26 ноября 2012 (CD, винил) | 50,000  | —            | —            | 1              | 3              | —              |
| 2013 | «Je te dis tout» | 28 января 2013 (digital) 4 марта 2013 (CD, винил)    | 15,000  | —            | —            | 3              | 28             | —              |
| 2013 | «Monkey Me»      | 2 сентября 2013 (digital) 7 октября 2013 (CD, винил) | 12 ,000 | —            | —            | 3              | 43             | —              |